# 곡성 수성당
수성당(壽星堂)은 대한민국 전라남도 곡성군 오곡면 오지리에 있는 건축물이다. 1986년 9월 29일 전라남도의 문화재자료 제129호로 지정되었다.

## 개요
조선 고종 12년(1875)에 지은 건물로, 처음에는 서당으로 사용하였으나 지금은 노인정으로 사용하고 있다.
건물은 앞면 5칸·옆면 1칸이며, 지붕은 옆면에서 볼 때 여덟 팔(八)자 모양인 팔작지붕이다. 바닥은 온돌과 우물마루를 방과 대청에 각각 시설하였다. 건물 앞 정원에는 연못과 소나무·은행나무 따위의 나무들이 많이 있다.

## 참고 문헌
- 수성당 - 국가유산청 국가유산포털